# Umberto Giordano

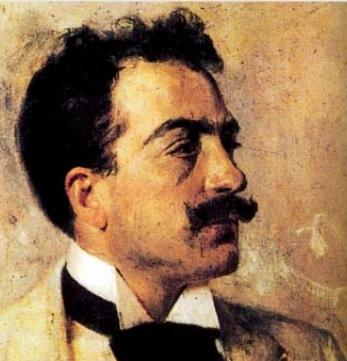
Umberto Giordano.

Umberto Menotti Maria Giordano, född 27 augusti 1867, död 12 november 1948, var en italiensk operatonsättare i veristisk stil.

## Historia
Giordano föddes i Foggia i Apulien i södra Italien och studerade musik för Paolo Serrao på musikkonservatoriet i Neapel. Hans första opera Marina skrevs till en musiktävling 1888, som hade anordnats av musikförlaget Casa Sonzogno, om bästa enaktsoperan. Den är mest ihågkommen då den markerade starten för italiensk verism. Vinnaren blev Mascagnis Cavalleria rusticana. Giordano, tävlingens yngste deltagare, kom på sjätte plats av 73 deltagare med sin Marina, ett verk som ådrog sig tillräcklig uppmärksamhet från Sonzogno för att han skulle få uppdrag att iscensätta en opera baserad på den för säsongen 1891–1892.
Resultatet blev Mala vita, en oförskönad opera om en arbetare som svär att omvända en prostituerad om han botas från sin tuberkulos. Verket orsakde något av en skandal då det framfördes på Teatro Argentina i Rom i februari 1892. Den spelades med framgång i Wien, Prag och Berlin, och omarbetades till Il Voto några år senare i ett försök att blåsa nytt liv i verket.
Giordano försökte sig på ett mer romantiskt ämne för sin nästa opera Regina Diaz med libretto av Giovanni Targioni-Tozzetti och Guido Menasci (1894), men verket blev ett fiasko och lades ner efter endast två föreställningar.
Efter det flyttade Giordano till Milano och återvände till verismen med sitt mest kända verk Andrea Chénier (1896), byggd på den franske poeten André Chéniers liv. I Fedora (1898), efter Victorien Sardous pjäs, framträdde den unge Enrico Caruso. Den blev en stor succé och framförs alltjämt. Hans senare verk är mindre kända, men uppförs emellanåt och vad gäller La cena delle beffe (efter pjäsen med samma namn av Sem Benelli) omnämns den av musikforskare och kritiker med respekt.
Umberto Giordano dog i Milano vid 81 års ålder och ligger begraven på kyrkogården i Milano.
Den största teatern samt musikkonservatoriet i Foggia har döpts efter Umberto Giordano. Ett torg i Foggia är också uppkallat efter honom och består av flera statyer med teman från hans mest kända verk.
Giordano var anhängare av "enhetspartituret" och lät bland annat utge Ludwig van Beethovens symfonier på detta sätt. Han har också komponerat, förutom operor, ett stort antal sångstycken, motetter och symfonier.

## Kuriosa
- När Mala Vita framfördes 1892 blev Giordano inbjuden att spela några stycken på piano på Circolo Dauno i Foggia. Men halvvägs genom föreställningen tittade han upp från noterna och såg att folk satt vid borden och spelade kort istället för att lyssna på honom. Denna episod ledde till en lång paus mellan Giordano och hans hemstad, som han försonades med först 1928.
- Under invigningskonserten till Expo 2015 sjöng Andrea Bocelli flera arior från Fedora och Andrea Chénier.
- Säsongen 2017–2018 på Teatro alla Scala i Milano startades med Andrea Chénier dirigerad av Riccardo Chailly.
- 2018 publicerades inspelningsprojektet Giordano 2.0 - L'opera per pianoforte di Umberto Giordano, tolkat av pianisten Daniela Giordano. Albumet är en monografi över kompositörens sällsynta pianoproduktion.

## Operor
- Marina (1888)
- Mala vita (21 februari 1892, Teatro Argentina, Rom)
- Regina Diaz (5 mars 1894, Teatro Mercadante, Neapel)
- Andrea Chénier (28 mars 1896, Teatro alla Scala, Milano)
- Fedora (17 november 1898, Teatro Lirico, Milano)
- Il Voto (revidering av Mala Vita) (6 september 1902, Teatro Bellini, Neapel)
- Siberia (19 december 1903, Teatro alla Scala, Milano, rev. 1927)
- Marcella (9 november 1907, Teatro Lirico, Milano)
- Mese mariano (17 mars 1910, Teatro Massimo, Palermo)
- Madame Sans-Gêne (25 januari 1915, Metropolitan Opera, New York)
- Giove a Pompei (6 juli 1921, Teatro La Pariola, Rom)
- La cena delle beffe (20 december 1924, Teatro alla Scala, Milano)
- Il re (12 januari 1929, Teatro alla Scala, Milano)
- La festa del Nilo (ofullbordad)